# Chartered Semiconductor Manufacturing
Chartered Semiconductor Manufacturing war 2009 der weltweit drittgrößte Auftragsfertiger für Halbleiterprodukte (Foundry). Seit Januar 2010 ist das Unternehmen Teil des Auftragsfertigers Globalfoundries.

## Struktur und Kooperationen
Der Firmensitz und alle Fertigungsanlagen befanden sich in Singapur. Chartered betrieb fünf Fabriken zur Verarbeitung von 200-mm-Wafern und eine für 300-mm-Wafer mit Strukturbreiten bis 65 Nanometer. Bei letzterer kooperierte das Unternehmen eng mit IBM sowie mit Infineon und Samsung; für IBM fertigte es sowohl CPUs für die Spielkonsole Xbox 360 als auch ab der zweiten Jahreshälfte 2006 Cell-Prozessoren. Daneben stellte es auch Prozessoren für AMD her. 2008 trugen Broadcom und Qualcomm zu jeweils mehr als 10 % zu den Einnahmen bei.

## Besitzverhältnisse
Im September 2009 gaben die Advanced Technology Investment Company (ATIC) des Emirates von Abu Dhabi und Chartered Semiconductor Manufacturing bekannt, ein bindendes Abkommen geschlossen zu haben, das den Kauf von Chartered Semiconductor Manufacturing durch ATIC vorsieht. ATIC besitzt bereits die Mehrheit an der Foundry Globalfoundries.
Am 13. Januar 2010 gab Globalfoundries die Eingliederung von Chartered in das Unternehmen bekannt.